# Paola Napolitano
Paola Napolitano es una deportista italiana que compitió en judo. Ganó dos medallas en el Campeonato Europeo de Judo, en los años 1979 y 1980.

## Palmarés internacional
| Campeonato Europeo | Campeonato Europeo      | Campeonato Europeo | Campeonato Europeo |
| Año                | Lugar                   | Medalla            | Categoría          |
| ------------------ | ----------------------- | ------------------ | ------------------ |
| 1979               | Kerkrade (Países Bajos) | Medalla de bronce  | –48 kg             |
| 1980               | Údine (Italia)          | Medalla de plata   | –48 kg             |